# Dekanat wilejski
Dekanat wilejski – jeden z 11 dekanatów archidiecezji mińsko-mohylewskiej na Białorusi. Składa się z 18 parafii.

## Lista parafii
| Lp | Miejscowość / parafia                                                  | Proboszcz / administrator                     | Kościół                                                                    | Zdjęcie |
| -- | ---------------------------------------------------------------------- | --------------------------------------------- | -------------------------------------------------------------------------- | ------- |
| 1  | Akciabr Parafia św. Dominika                                           |                                               | Kaplica św. Dominika w Akciabrze                                           |         |
| 2  | Akciabrski Parafia św. Trójcy i św. Krzysztofa                         |                                               | Brak                                                                       |         |
| 3  | Dołhinów Parafia św. Stanisława                                        | o. Alojzy Benon Szulik OFM                    | Kościół św. Stanisława w Dołhinowie                                        |         |
| 4  | Ilia Parafia Najświętszego Serca Pana Jezusa                           | ks. kanonik Aleksander Baryło (administrator) | Kościół Najświętszego Serca Pana Jezusa w Ilii                             |         |
| 5  | Jurkawicze Parafia św. Jana Chrzciciela                                |                                               | Kaplica św. Jana Chrzciciela w Jurkawiczach                                |         |
| 6  | Korzeń Parafia św. Antoniego                                           |                                               | Brak                                                                       |         |
| 7  | Kościeniewicze Parafia Niepokalanego Poczęcia Najświętszej Maryi Panny | ks. Witalij Margunow                          | Kościół Niepokalanego Poczęcia Najświętszej Maryi Panny w Kościeniewiczach |         |
| 8  | Kurzeniec Parafia Najświętszej Maryi Panny Matki Kościoła              | ks. kanonik Aleksander Baryło (administrator) | Kościół Niepokalanego Poczęcia Najświętszej Maryi Panny w Kurzeńcu         |         |
| 9  | Lubań Parafia Miłosierdzia Bożego                                      | ks. kanonik Aleksander Baryło                 | Kaplica Miłosierdzia Bożego w Lubaniu                                      |         |
| 10 | Łohojsk Parafia św. Kazimierza                                         | ks. Wojciech Walczyna MSF                     | Kościół św. Kazimierza w Łohojsku                                          |         |
| 11 | Łukawiec Parafia Świętych Apostołów Piotra i Pawła                     |                                               | Kaplica Świętych Apostołów Piotra i Pawła w Łukawcu                        |         |
| 12 | Narocz Parafia Matki Bożej Anielskiej                                  |                                               | Brak                                                                       |         |
| 13 | Okołowo Parafia św. Michała Archanioła                                 |                                               | Kościół św. Michała Archanioła w Okołowie                                  |         |
| 14 | Olkowicze Parafia Nawiedzenia Najświętszej Maryi Panny                 | Ks. Anatol Parachniewicz                      | Kościół Nawiedzenia Najświętszej Maryi Panny w Olkowiczach                 |         |
| 15 | Pleszczenice Parafia św. Anny                                          |                                               | Kościół św. Anny w Pleszczenicach                                          |         |
| 16 | Ścieszyce (Spas) Parafia Przemienienia Pańskiego                       |                                               | Kościół Przemienienia Pańskiego w Ścieszycach                              |         |
| 17 | Wiazyń Parafia Narodzenia Najświętszej Maryi Panny                     | ks. kanonik Aleksander Baryło (administrator) | Kościół Narodzenia Najświętszej Maryi Panny w Wiazyniu                     |         |
| 18 | Wilejka Parafia Podwyższenia Krzyża Świętego                           | ks. kanonik Aleksander Baryło                 | Kościół Podwyższenia Krzyża Świętego w Wilejce                             |         |